# Hedin Nunatak
Hedin Nunatak är en nunatak i Antarktis. Den ligger i Västantarktis. Inget land gör anspråk på området. Toppen på Hedin Nunatak är 485 meter över havet, eller 195 meter över den omgivande terrängen. Bredden vid basen är 2,9 km.
Terrängen runt Hedin Nunatak är varierad. Trakten är obefolkad. Det finns inga samhällen i närheten. 